# Côn Ngọc
Côn Ngọc (tiếng Trung: 昆玉; bính âm: Kūnyù) hay Kurumkash (tiếng Uyghur: Қурумқаш) là một thành phố cấp huyện tại khu tự trị Duy Ngô Nhĩ Tân Cương, Trung Quốc. Về mặt địa lý, thành phố nằm trong địa khu Hotan tại miền nam Tân Cương, song chịu quản lý trực tiếp từ chính quyền Tân Cương.
Địa bàn thành phố nguyên là nơi đóng quân và canh tác của đoàn 224, sư đoàn 14 thuộc Binh đoàn sản xuất và xây dựng Tân Cương. Tháng 1 năm 2016, Quốc vụ viện Trung Quốc phê chuẩn thành lập thành phố Côn Ngọc, và thành phố chính thức thành lập vào ngày 26 tháng 2 năm 2016. Thành phố có diện tích 687,13 kilômét vuông (265,30 dặm vuông Anh). nằm cách thành phố Hotan 78 kilômét (48 mi), và nổi tiếng với quả chà là Hotan.